# Купферграбен
Купферграбен (нем. Kupfergraben — медная канава) — современное наименование северной части канализированного рукава реки Шпрее в берлинском районе Митте вдоль Музейного острова от Железного моста (нем. Eiserne Brücke) до слияния с Шпрее. Название по всей видимости идёт от литейной мастерской, располагавшейся здесь с XVI века до 1875 года, где велись работы и с медью. В 1885 году русло Купферграбена было расширено. Набережная Купферграбена напротив Музейного острова носит название Ам-Купферграбен (нем. Am Kupfergraben).